# Benjamin Bodirsky
Benjamin Leon Bodirsky (* in Breisach am Rhein) ist ein deutscher Volkswirt. Er forscht am Potsdam-Institut für Klimafolgenforschung und lehrt an der Humboldt-Universität zu Berlin.

## Leben
Bodirsky studierte Wirtschaftswissenschaften, Politik, Soziologie und Geschichte an der Technischen Universität Berlin, der Universität Potsdam, dem Institut d’études politiques de Bordeaux, der Universität Montesquieu Bordeaux IV und der Universität Edinburgh. Er war von 2013 bis 2014 als Mitarbeiter des Centro Internacional de Agricultura Tropical (CIAT) im Forschungsbereich für Entscheidungs- und Politikanalyse und von 2014 bis 2016 als Mitarbeiter bei der Commonwealth Scientific and Industrial Research Organisation (CSIRO) in der Forschungsgruppe für Lebensmittelsysteme und globalen Wandel tätig. Seit 2007 arbeitet Bodirsky am Potsdam-Institut für Klimafolgenforschung.

## Wirken
Viele der Beiträge Bodirskys trugen wichtige Erkenntnisse in Bereichen wie der Land- und Lebensmittelnutzung sowie dem Klimawandel bei. Durch die Veröffentlichung in internationalen Spitzenfachzeitschriften, darunter wiederholt Nature und Nature Communications, ist seine Forschung in der internationalen Fachwelt anerkannt. Auch spiegeln sich seine Forschungsergebnisse regelmäßig in den deutschsprachigen und internationalen Medien wider. So wurde alleine über einen Beitrag Bodirskys, in dem er gemeinsam mit Forschungskollegen den enormen Landverbrauch durch die Tierhaltung aufzeigt, in über 150 Medien berichtet.
Bodirsky beteiligt sich an der öffentlichen Debatte um Auswege aus der Klimakrise. Er schlägt Steuern auf Methanemissionen durch Wiederkäuer und auf umweltschädliche Stickstoffüberschüsse durch die Überdüngung vor. Auch betont er die Bedeutung der ökologischen Landwirtschaft und sagt: „Aus Sicht der Wissenschaft ist es entscheidend, dass die Bundesregierung klimaschonend arbeitenden Landwirten einen Wettbewerbsvorteil verschafft.“

## Veröffentlichungen (Auswahl)
- Benjamin Bodirsky, Alexander Popp (2015). Sustainability: Australia at the crossroads. Nature, 527, 7576. doi:10.1038/527040a
- Benjamin Bodirsky, Alexander Popp, Hermann Lotze-Campen, Jan Philipp Dietrich, Susanne Rolinski, Isabelle Weindl, Christoph Schmitz, Christoph Müller, Markus Bonsch, Florian Humpenöder, Anne Biewald, Miodrag Stevanovic (2014). Reactive nitrogen requirements to feed the world in 2050 and potential to mitigate nitrogen pollution. Nature Communications, 5, 3858. doi:10.1038/ncomms4858
- Alexander Popp, Hermann Lotze-Campen, Benjamin Bodirsky (2010). Food consumption, diet shifts and associated non-CO2 greenhouse gases from agricultural production. Global Environmental Change, 20(3), 451–462. doi:10.1016/j.gloenvcha.2010.02.001